# Körperliche Untersuchung

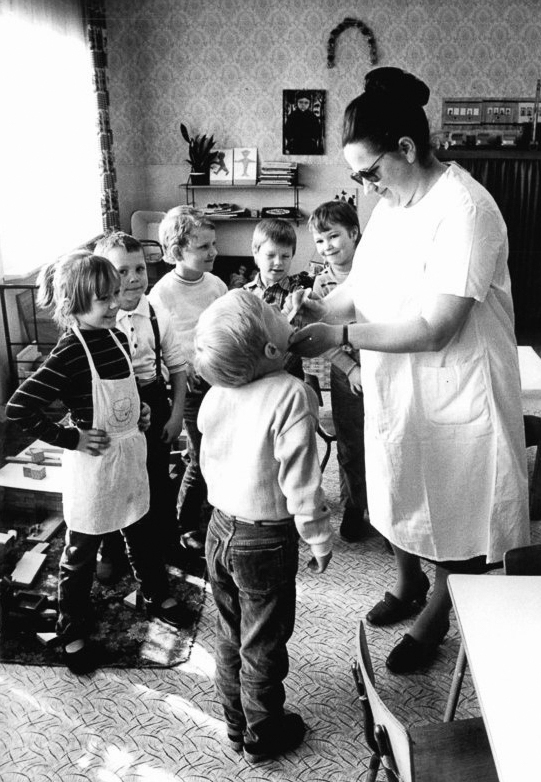
Gemeindeschwester in einem Kindergarten in Pinnow, 1986

Körperliche Untersuchung (auch klinische Untersuchung) ist ein in der Medizin häufig verwendeter Begriff für die Untersuchung eines Patienten mit den eigenen Sinnen und einfachen Hilfsmitteln. Die orientierende oder grobe Untersuchung des gesamten Körpers beziehungsweise dessen Organsysteme wird auch als Ganzkörperuntersuchung bezeichnet. In der Tiermedizin wird der Begriff Allgemeinuntersuchung oder allgemeine Untersuchung als Identifikation des Patienten und erste Orientierung über die Auffälligkeiten ohne eingehende Untersuchung verstanden.
Die körperliche Untersuchung wird als unverzichtbare Grundlage der Diagnostik angesehen.

## Ablauf
Die körperliche Untersuchung beruht im Wesentlichen auf vier Vorgängen:
- I – Inspektion, das Betrachten (allgemein und lokal),
- P – Palpation, das Abtasten (Haut, innere Organe, Körperöffnungen),
- P – Perkussion, das Abklopfen (Thorax, Abdomen), und
- A – Auskultation, das Abhören von Körperregionen (Thorax, Abdomen, Gefäße), sowie

In manchen Lehrbüchern ergänzt durch:
- F – Funktionsprüfung (und Messungen), am Ende der Untersuchung.

Die körperliche Untersuchung ist wichtiger Bestandteil der klinischen Ausbildung jedes Medizinstudenten. Sie wird in sogenannten Klopfkursen (von Beklopfen = Perkussion) an freiwilligen Patienten erlernt und folgt einem festen Schema, um Vollständigkeit und Systematik zu erreichen. Meist beginnt die Untersuchung am Kopf und endet am Fuß, wobei sie sich an den verschiedenen Organsystemen orientiert.
Zu Beginn wird ein erster Eindruck über den Patienten erlangt und neben der Bewusstseinslage (wach? orientiert?) der sogenannte Allgemein- und Ernährungszustand beurteilt. Bei bewusstlosen Patienten wird der Grad der Bewusstseinsstörung durch verschiedene Reize (bis zum Schmerzreiz durch Kneifen) grobneurologisch untersucht. Die Hautfärbung des Patienten verrät eine mögliche Blutarmut (Anämie), Lungen- und Herzerkrankungen (Zyanose) oder Gallenstauungen (Ikterus). Flecken und andere Hauterscheinungen können auf Infektionen oder andere Krankheiten hinweisen, Beinschwellungen (Ödeme) auf eine Herzschwäche oder Nierenfunktionsstörungen. Arthritis oder Tremor der Hände sind oft auf den ersten Blick zu erkennen.
Im Bereich des Kopfes und Halses werden Pupillenreaktionen und Sehschärfe geprüft und der Augenhintergrund betrachtet („gespiegelt“). Letzteres gibt z. B. Hinweise auf Bluthochdruck. Die Mundschleimhaut wird angesehen, Schädel und Halswirbelsäule werden abgeklopft, Lymphknoten und die Schilddrüse werden ertastet, die Halsgefäße mit dem Stethoskop abgehört. Die sensible und motorische Funktion der zwölf Hirnnerven kann detailliert geprüft werden.
Weitere Bereiche, die in ähnlicher Weise der Untersuchung zugänglich sind, sind die Wirbelsäule, der Brustkorb einschließlich Herz, Lunge und Brustdrüse; der Bauch, die Nierenregion auf beiden Seiten, die Lymphknotenregionen der Achselhöhlen und der Leisten, die Genitalien, Arme und Beine (mit den bekannten Reflexprüfungen) sowie das zentrale Nervensystem.
Der Umfang der Untersuchung richtet sich dabei nach der Fragestellung. Oft sind schnell ein oder zwei Krankheitszeichen gefunden, die den Fortgang der Diagnostik beeinflussen. In seltenen Fällen bei unklarem Beschwerdebild kann eine detaillierte Untersuchung aller Körperregionen nötig sein, die bis zu einer Stunde dauern kann. In der Praxis wird die Untersuchung oft verkürzt und gezielt vorgenommen. Nie sollten nur Herz und Lunge durch den Halsausschnitt der Kleidung (scherzhaft als „Kassendreieck“ bezeichnet) untersucht werden, um Zeit und dem Patienten das Ausziehen zu ersparen, außer im Notfall.
Erst wenn all diese Untersuchungen kein eindeutiges Krankheitsbild liefern, werden Geräte der modernen Medizin (beispielsweise Magnetresonanztomographie) verwendet, um die Krankheit und deren Ausmaß zu klären. Erst eine Synopse erlaubt dem Arzt eine geeignete Therapie zusammenzustellen.

## Instrumentarien
Gebräuchliche Instrumentarien oder Utensilien sind ein Mundspatel, eine fokussierte Taschenlampe, Geruchsproben, Wattebausch oder Tupfer, Stimmgabel, Stethoskop, Maßband, Reflexhammer, Blutdruckmessgerät, Einmalhandschuhe und Vaseline. Ein hautverträglicher Fettstift eignet sich für Markierungen auf der Haut.

## Geschichte
Der moderne pathologisch-anatomische Krankheitsbegriff entwickelte sich zwar an der Schwelle des 19. Jahrhunderts, die Medizin war zu dieser Zeit in vielen Punkten jedoch von uneinheitlichen Lehrmeinungen geprägt. Gemeinsamkeiten fanden sich vor allem in der pathologischen Anatomie, der Statistik und der körperlichen Untersuchung.
Vorarbeit zur Entwicklung der modernen körperlichen Untersuchung leistete der italienische Arzt Giovanni Battista Morgagni in seinem 1761 erschienenen Lebenswerk „De sedibus et causis morborum“, in dem er die Ursache von Erkrankungen in den Organen sah und Krankengeschichte, Krankheitsverlauf und die Leichenschau in Zusammenhang brachte. Er diente als Vorbild für spätere Ärzte wie Napoleon Bonapartes Leibarzt Jean-Nicolas Corvisart, der sich 1811 ein Werk wünschte, welches beschreiben sollte, wie Krankheiten durch sichere Zeichen schon am Lebenden zu erkennen seien. Zwar entstand ein solches Werk nie, aber Morgagnis Grundlagen wirkten sich auf die gesamte Medizin und speziell die Innere Medizin aus.
Die direkte Perkussion wurde nach ihrer Beschreibung 1761 durch Leopold Auenbrugger im Jahr 1808 durch Übersetzung ins Französische durch Corvisart wiederbelebt. Er benutzte Inspektion, Palpation und Perkussion für die Diagnostik von Herz- und Gefäßerkrankungen. Auch Gaspard Laurent Bayle gilt als einer der ersten Anwender der direkten Auskultation.
Die neue physikalische Diagnostik, die Symptome und klinische Zeichen durch pathologische Anatomie und einfache Statistik erklärte und wertete, hob sich deutlich von der bloßen Sinneswahrnehmung des Empirikers ab, der gleiches nur durch erlangte Erfahrung am Krankenbett deuten konnte. Es wurde nun gezielt nach Organen palpiert. Auch die Inspektion hielt als erneuerte Methode Einzug in die moderne physikalische Diagnostik, da äußerliche Zeichen gezielt organischen Veränderungen zugeordnet wurden. Die Beifügung des Eigennamens des Erstbeschreibers solcher Zeichen entstand ab dieser Zeit. Das Stethoskop wurde 1819 durch die Einführung der mittelbaren Auskultation durch Corvisarts Schüler René Laennec entdeckt. Er hatte durch Zufall entdeckt, dass eine auf den Brustkorb des Patienten aufgesetzte Röhre Vorteile gegenüber der direkten Auskultation hatte. Die mittelbare Perkussion wurde rund zehn Jahre später durch Pierre Adolphe Piorry erstbeschrieben, die er mithilfe eines Plessimeters ausführte.
Trotz der anfänglichen Fehlschlüsse mancher französischer Kliniker, man könne den Klängen der Perkussion und Auskultation bestimmte Krankheiten zuordnen und Organe haben ihren eigenen Klang, gelang es 1839 dem Wiener Arzt Josef von Škoda durch Anwendung physikalischer Gesetze eine in ihren Grundzügen noch heute gültige Theorie zur objektiven Perkussion und Auskultation aufzustellen. Damit waren um die Mitte des 19. Jahrhunderts noch heute angewendete Methoden der Inspektion, Palpation, Perkussion und Auskultation fest eingeführt.